# Coniopteryx (Scotoconiopteryx) cyphodera
Coniopteryx (Scotoconiopteryx) cyphodera is een insect uit de familie van de dwerggaasvliegen (Coniopterygidae), die tot de orde netvleugeligen (Neuroptera) behoort. 
Coniopteryx (Scotoconiopteryx) cyphodera is voor het eerst wetenschappelijk beschreven door V. Johnson in 1978.